# Ashmunella pasonis
Ashmunella pasonis är en snäckart som först beskrevs av Drake 1951.  Ashmunella pasonis ingår i släktet Ashmunella och familjen Polygyridae. IUCN kategoriserar arten globalt som nära hotad. Inga underarter finns listade i Catalogue of Life.